# Orangutan de Borneo
L'orangutan de Borneo (Pongo pygmaeus) és una espècie d'orangutan endèmica de l'illa de Borneo. És una mica més alt que l'orangutan de Sumatra, l'altra espècie d'orangutan. També és més comuna, amb uns 45.000 exemplars en vida salvatge davant dels 7.500 de l'altra espècie. Estan en perill crític d'extinció a causa de la destrucció del seu hàbitat i al fet que moltes cries són capturades, matant els adults, per posar-les en zoos. L'orangutan de Borneo té una vida d'uns 35 o 40 anys en vida salvatge, però en un zoo es pot allargar fins als 60.
Actualment l'espècie es divideix en tres subespècies en funció del territori de l'illa de Borneo en què habiten. Al nord-oest de l'illa s'hi troba el grup Pongo pygmaeus pygmaeus, a les zones centrals hi habita Pongo pygmaeus wurmbii, i al nord-est s'hi pot observar Pongo pygmaeus morio (l'última subespècie reconeguda dins el grup).
Els mascles en llibertat pesen de mitjana 75 kg (amb exemplars des de 50 a 200 kg) i tenen una alçada d'entre 1,2-1,4 m. Les femelles oscil·len entre 38,5 kg a 30-50 kg amb alçades entre 1-1,2 m.

## Aspecte
Es diferencia externament perquè sol tenir el cabell més llarg, fosc i dur que l'orangutan de Sumatra (que és més pèl-roig, té la pell més clara i acostuma a tenir més borrissol a la cara).

## Ecologia
Entre els elements principals de la seva variada dieta es troben les fruites, arrels, escorces, insectes i peixos (un dels descobriments més recents és l'observació d'orangutans fabricant canyes per pescar). Encara que els de Sumatra es caracteritzen per ser més frugívors i, particularment, més insectívors.
És curiós que es moguin més temps per terra que l'altra espècie d'orangutan, fet segurament degut, almenys en part, a l'absència de grans depredadors com els tigres que es troben a Sumatra, però no a Borneo.

## Comportament
L'orangutan de Borneo és més solitari que l'orangutan de Sumatra. Dos o tres orangutans que tinguin territoris sobreposats poden interaccionar per petits períodes. Els fills s'estan amb les seves mares fins que assoleixen l'edat de 8 o 9 anys. Tenen una llarga infantesa, si es compara amb altres primats.
A vegades es poden donar intents de violació pels mascles subadults, però són eludits amb facilitat per les femelles adultes, que prefereixen els mascles madurs. També s'ha documentat que no tots els mascles segueixen la mateixa estratègia a l'hora d'aparellar-se, n'hi ha que no són tan grans i forts com els mascles dominants i que recorren a altres mètodes de seducció per a poder aparellar-se amb les femelles (consistents principalment en regalar peces d'aliment com fruites i peixos a les femelles fins que al cap d'una setmana aquesta accedeix a aparellar-s'hi).